# Bahnhof Mikawa Chiryū
Der Bahnhof Mikawa Chiryū (jap. 三河知立駅, Mikawa Chiryū-eki) ist ein Bahnhof auf der japanischen Insel Honshū. Er wird vor der Bahngesellschaft Meitetsu (Nagoya Tetsudō) betrieben und befindet sich in der Präfektur Aichi auf dem Gebiet der Stadt Chiryū südöstlich von Nagoya.

## Verbindungen
Chiryū ist ein Zwischenbahnhof an der Meitetsu Mikawa-Linie und ein früherer Trennungsbahnhof. Es verkehren Lokalzüge von Sanage über Toyotashi und Umetsubo nach Chiryū, wo Anschlüsse an Schnell- und Eilzüge nach Meitetsu Nagoya und Toyohashi bestehen. Es führen keine Buslinien am Bahnhof vorbei.

## Anlage
Der Bahnhof steht im Stadtteil Uchisaiwachō in einem gemischten Wohn- und Gewerbegebiet. Die Anlage ist von Westen nach Osten ausgerichtet und umfasst vier Gleise, von denen zwei dem Personenverkehr dienen. Diese liegen an einem Mittelbahnsteig, auf dem ein kleiner Unterstand steht. Hinzu kommen zwei Abstellgleise, wobei an einem die Überreste eines Seitenbahnsteigs zu finden sind, der in den 1960er Jahren abgebrochen wurde. Der Zugang zum Mittelbahnsteig erfolgt durch einen mit Schranken gesicherten Bahnübergang für Fußgänger, der mit dem Empfangsgebäude an der Nordseite verbunden ist. Der Bahnhof ist nicht mit Personal besetzt und wird von Toyotashi aus ferngesteuert. Etwa hundert Meter weiter südlich verläuft auf einem Viadukt die Meitetsu Nagoya-Hauptlinie, an der sich einst der Bahnhof Higashi-Chiryū befand.
Im Fiskaljahr 2018 nutzten durchschnittlich 872 Fahrgäste täglich den Bahnhof.

## Gleise
| 1 | ▉ Meitetsu Mikawa-LInie/ Nagoya-Hauptlinie | stillgelegt, Reste des Bahnsteigs vorhanden |
| 2 | ▉ Meitetsu Mikawa-LInie                    | Chiryū                                      |
| 3 | ▉ Meitetsu Mikawa-LInie                    | Toyotashi • Umetsubo • Sanage               |

## Bilder

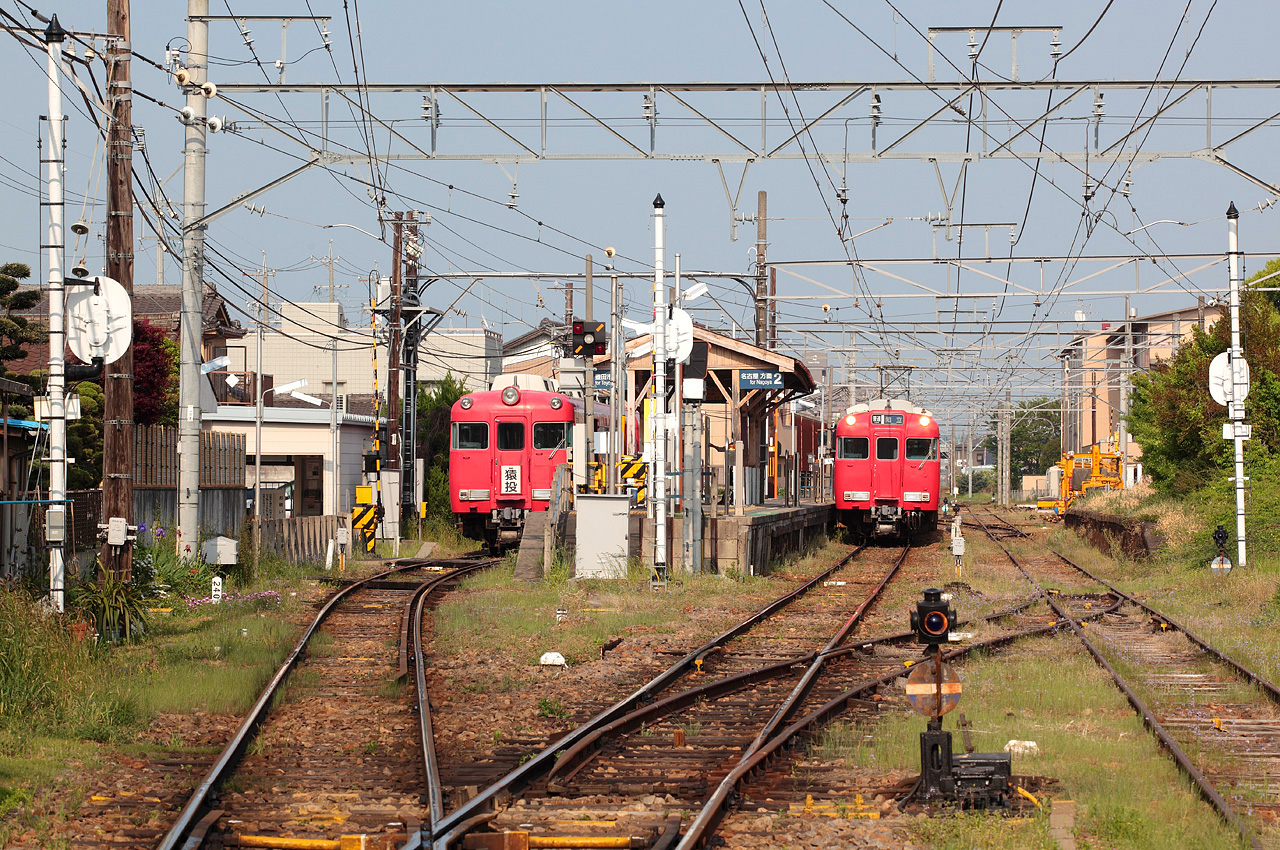
Gesamtansicht mit sich kreuzenden Zügen
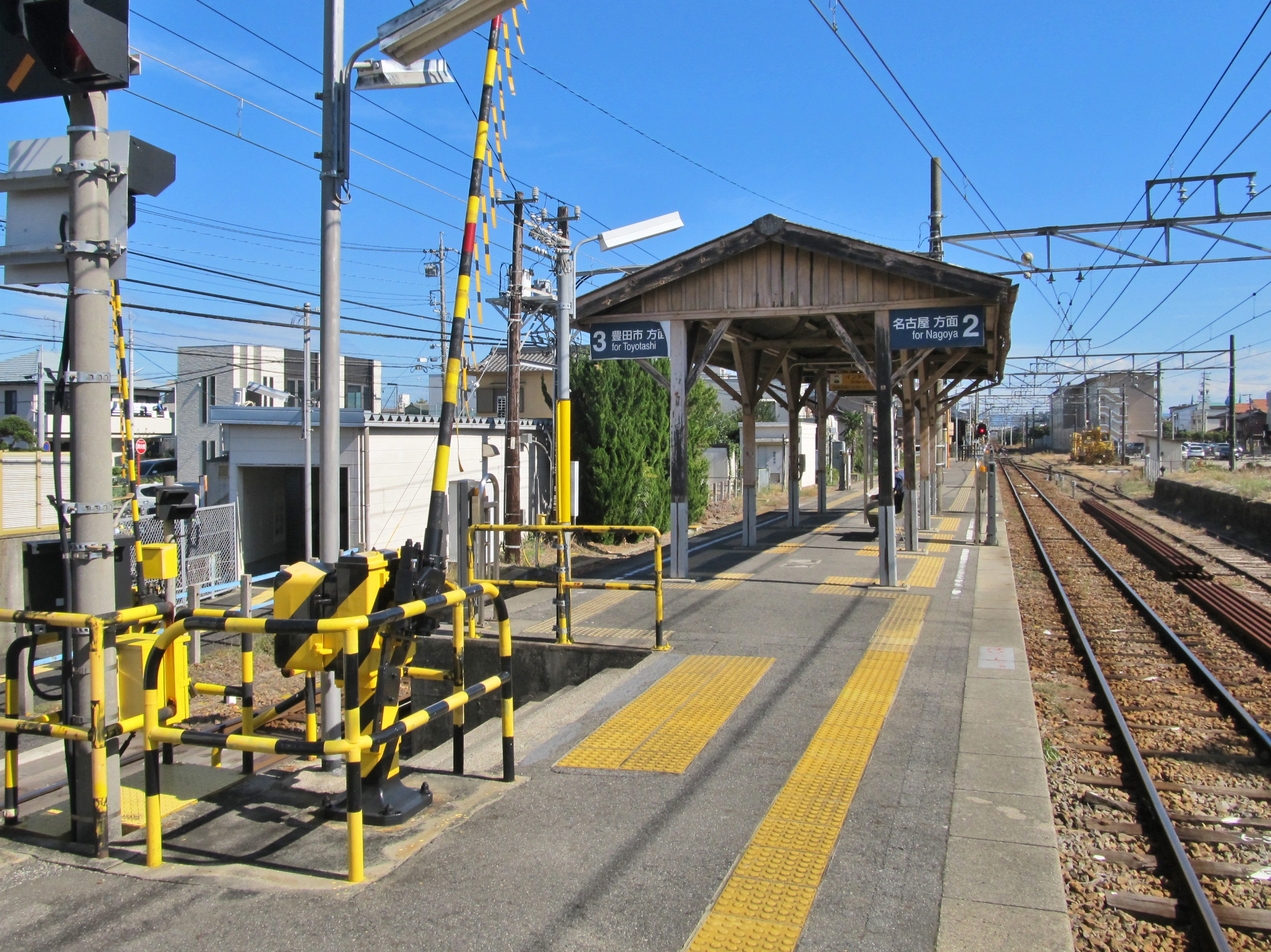
Ansicht des Mittelbahnsteigs
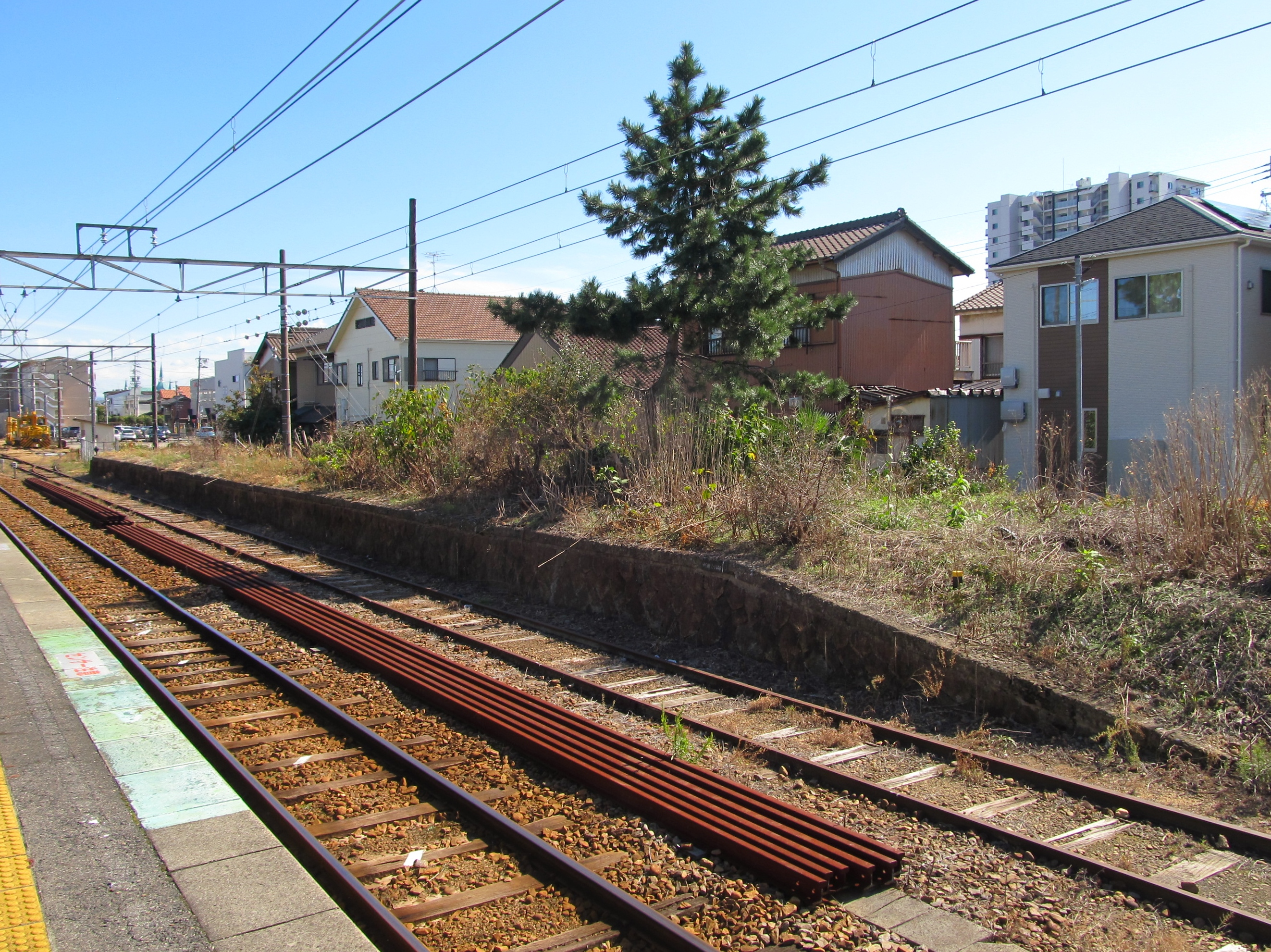
Überrest des Seitenbahnsteigs
Gleisplan
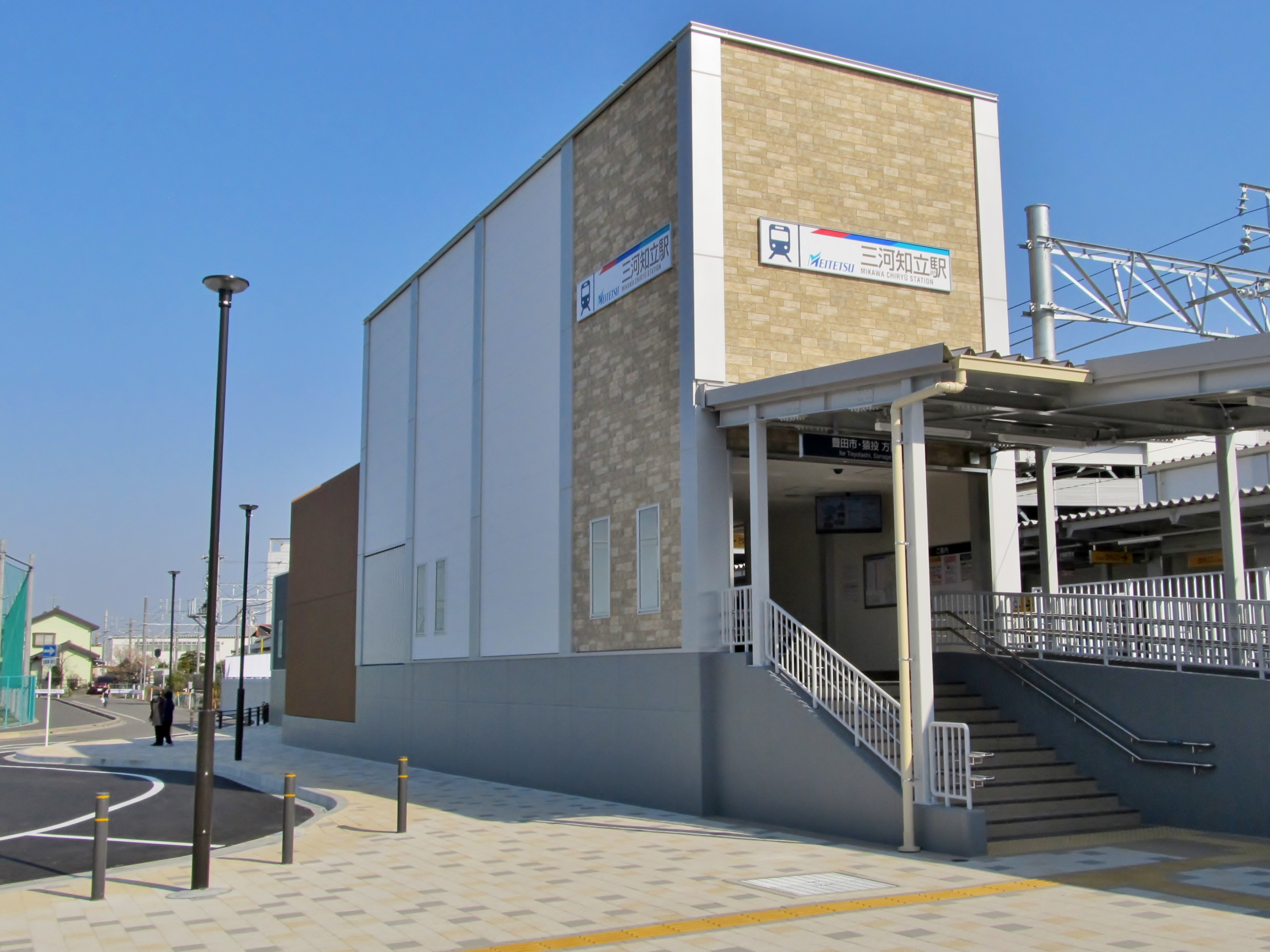
Bahnhofsgebäude

## Linien
| Verlauf der Meitetsu Mikawa-Linie |
| --- |
| Sanage • Hiratobashi • Koshido • Umetsubo • Toyotashi • Uwa Goromo • Tsuchihashi • Takemura • Wakabayashi • Mikawa Yatsuhashi • Mikawa Chiryū • Chiryū • Shigehara • Kariya • Kariyashi • Ogakie • Yoshihama • Mikawa Takahama • Takahama-minato • Kita-Shinkawa • Shinkawa-machi • Hekinan-chūō • Hekinan |

## Geschichte

Änderungen von Streckenverläufen und Bahnhofstandorten:
von links: Chiryū (知立), Higashi-Chiryū (東知立), Mikawa Chiryū (三河知立), Ushida (牛田)

Ursprünglich Chiryū genannt, diente dieser Bahnhof einst zum Umsteigen zwischen der Meitetsu Mikawa-Linie und der Meitetsu Nagoya-Hauptlinie, wofür die Fahrgäste sich aber zum nahe gelegenen Bahnhof Higashi-Chiryū begeben mussten. Letzterer existiert nicht mehr, weshalb das Umsteigen seit 1959 im heutigen und wesentlich besser ausgestatteten Bahnhof Chiryū erfolgt, der rund 700 Meter weiter westlich liegt.
Die Bahngesellschaft Mikawa Tetsudō eröffnete den Bahnhof am 28. Oktober 1915, zusammen mit dem von Kariya bis hierhin führenden Streckenabschnitt. Knapp fünf Jahre befand sich hier die Endstation, bis zur Inbetriebnahme des Teilstücks nach Tsuchihashi am 5. Juli 1920. Als die Aichi Denki Tetsudō (Aiden) am 1. September 1923 den nahe gelegenen Bahnhof Shin-Chiryū eröffnete (1941 in Higashi-Chiryū umbenannt), war damit ein Umsteigen zur Nagoya-Hauptlinie möglich, wenn auch auf umständliche Weise. Um den Güterverkehr zwischen beiden Strecken zumindest in Richtung Toyohashi zu erleichtern, eröffnete die Mikawa Tetsudō am 1. April 1928 eine Zweigstrecke nach Ushida. In Richtung Nagoya war dort jedoch eine Spitzkehre erforderlich – Güterzüge zwischen Nagoya und Toyota benötigten sogar eine weitere im Bahnhof Chiryū.
1935 ging die Aiden in der Meitetsu auf und die Mikawa Tetsudō folgte 1941, womit beide Strecken nun derselben Bahngesellschaft gehörten. Die Meitetsu empfand die komplizierte Situation in Chiryū als hinderlich, weshalb sie weiter westlich einen neuen Bahnhof Chiryū am heutigen Standort errichtete. Dieser ging am 1. April 1959 in Betrieb, während der ältere Bahnhof den Namen Mikawa Chiryū erhielt. Am 1. September 1965 stellte die Meitetsu den Güterumschlag ein und am 1. April 1984 legte sie die Abzweigung nach Ushida still. Um östlich von Chiryū Platz für die Verlegung der Mikawa-Linie auf einen Viadukt zu schaffen, wird der Bahnhof Mikawa Chiryū am 16. März 2024 geschlossen (der Viadukt wird  ungefähr bis zum Bahnhofsgelände reichen) und um etwa 900 Meter nach Osten verlegt.